# ظرفیت خازنی پارازیتی
در مدارهای الکتریکی، ظرفیت خازنی پارازیتی یا ظرفیت خازنی سرگردان، گونه‌ای از ظرفیت خازنی اجتناب ناپذیر و معمولاً ناخواسته است که بین قطعات الکترونیکی تنها به دلیل نزدیکی آن‌ها به یکدیگر وجود دارد. هنگامی که دو رسانای الکتریکی در ولتاژهای مختلف در نزدیکی یکدیگر قرار می‌گیرند، میدان الکتریکی به وجود آمده، باعث ذخیره شدن بار الکتریکی در آن خازن‌های ناخواسته شکل‌گرفته می‌شود. تمامی قطعات الکترونیکی مانند ترانزیستور و دیود، همگی داری این ویژگی ناخواسته هستند و این باعث رفتار غیر ایده‌آل در آن‌ها می‌شود. به‌طور کلی همیشه یک اختلاف ظرفیتی غیر صفر بین هر دو رسانای الکتریکی وجود دارد. این اثر در مدارهایی با فرکانس کاری پایین معمولاً قابل چشم‌پوشی است. این پدیده در ترانزیستورها در کنار اثر مقاومتی مدار، موجب محدود شدن سقف سرعت عملکرد آن‌ها می‌شود.

## چگونگی بوجودآمدن
زمانی که دو رسانا که دارای ولتاژهای مختلف باشند در نزدیکی یک دیگر قرار بگیرند تحت تأثیر میدان الکتریکی یک دیگر قرار می‌گیرند؛ این رخداد موجب جمع شدن بارهای الکتریکی مخالف در رسانا می‌شود. برای مثال یک القاگر واقعی دارای یک ظرفیت خازنی به صورت موازی است که به دلیل نزدیک بودن به سیم‌پیج درون القاگر به وجود می‌آید. سیم‌پیچ مانند صفحات خازن عمل می‌کند و زمانی که جریان الکتریکی در آن جریان می‌یابد بارهای مخالف در سیم‌پیج جمع شده و ظرفیت خازنی به وجود می‌آید.

## تأثیرات
وجوداین پدیده در سیستم‌هایی با فرکانس پایین قابل چشم‌پوشی است ولی در سیستم‌هایی که با فرکانس بالا کار می‌کنند باعث به وجود آمدن مشکلات زیادی می‌شود.
سیم‌پیچ‌ها برای فرکانس‌های بالا را اغلب به صورت سبدپیج سیم‌پیچی می‌کنند تا از ظرفیت خازنی پارازیتی آن بکاهند.

### اثر خازنی میلر

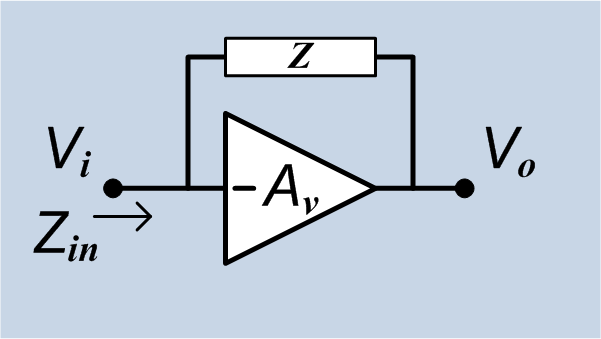
ظرفیت خازنی ناخواسته Z = C بین ورودی و خروجی یک تقویت کننده

ظرفیت خازنی اخلال‌گر بین الکترودهای ورودی و خروجی در قطعات تقویت‌کنندهٔ معکوس‌کننده، همانند آنچه بین بیس و کلکتور در ترانزیستورهای دوقطبی به وجود می‌آید، به‌شکل ویژه‌ای مشکل‌زاست چراکه در اینگونه قطعات، این اثر در بهرهٔ قطعه ضرب می‌شود. از این اثر که در سال ۱۹۲۰ میلادی برای اولین بار توسط جان میلتون میلر در لوله‌های خلأ مشاهده شد، با عنوان اثر میلر یاد می‌شود. این اثر در فرکانس بالا از عوامل اصلی کاهش سرعت قطعات فعال نظیر ترانزیستورها و لامپ‌های خلأ است.

در تصویر چگونگی به‌وقوع‌پیوستن اثر میلر نمایش داده شده‌است. با فرض اینکه تقویت‌کننده‌ای معکوس‌کننده و ایده‌آل با بهرهٔ A در شکل نمایش داده شده، و اینکه Z = C ظرفیت خازنی بین ورودی و خروجی آن باشد، ولتاژ خروجی این تقویت‌کننده به شکل
{\displaystyle v_{\text{o}}=-Av_{\text{i}}\,}
و جریان وارد شده به ترمینال ورودی آن از این قرار خواهد بود:
{\displaystyle i_{\text{i}}=C{d \over dt}(v_{\text{i}}-v_{\text{o}})\,}
{\displaystyle i_{\text{i}}=C{d \over dt}(v_{\text{i}}+Av_{\text{i}})\,}
{\displaystyle i_{\text{i}}=C(1+A){dv_{\text{i}} \over dt}\,}
بنابراین ظرفیت خازنی در ورودی تقویت‌کننده {\displaystyle C_{\text{M}}=C(1+A)\,} خواهد بود.